# Abies hidalgensis
Abies hidalgensis (Debreczy, Rácz & Guízar, 1995) è una specie di abete di recente classificazione, originaria di una ristretta area del Messico, ubicata nella Sierra Madre Orientale.

## Etimologia
Il nome generico Abies, utilizzato già dai latini, potrebbe, secondo un'interpretazione etimologica, derivare dalla parola greca ἄβιος = longevo. Il nome specifico hidalgensis fa riferimento allo stato messicano di Hidalgo, dove si trova la ristretta area di occupazione di questa specie.

## Descrizione
Albero a portamento conico, con tronco dritto e cilindrico. La corteccia, inizialmente grigia e liscia, con l'età si conforma in placche che fanno intravedere il periderma rosso sottostante. I rami principali superiori sono ascendenti, quelli inferiori discendenti; i rami secondari, inizialmente ricoperti di peluria marrone-giallastra, divengono rigidi e lisci con l'età. Le gemme sono piccole, lievemente resinose, parzialmente nascoste dal fogliame; le perule che le rivestono sono triangolari.
Le foglie sono aghiformi, lucide, di colore verde scuro, lunghe fino a 5 cm, arrangiate a pettine, con apice emarginato o bifido.
Gli strobili femminili, verdi pruinosi a maturazione, sono cilindrici, con apice ombelicato o lievemente ottuso, lunghi 6,5-8 cm e larghi fino a 4 cm, con corto peduncolo; le scaglie sono di forma flabellata, verdi o verdi-giallastre con densa e corta peluria bianca. Gli strobili maschili sono lunghi circa 1 cm, gialli con microsporofilli lievemente pubescenti. I semi sono irregolarmente triangolari, con ali grigio-giallastre.

## Distribuzione e habitat
Specie endemica di una ristretta area (10 km²) dello stato messicano di Hidalgo, poco a nord di Metepec, in un canyon a 2.000-2.200 m di quota. La foresta di riferimento è quella mista con presenza di Pinus patula, Pinus teocote, Cupressus lusitanica, Alnus firmifolia, Buddleia cordata e Sambucus mexicana.

## Usi
Trattandosi di specie rara e di recente scoperta, non si hanno notizie di utilizzi specifici.

## Conservazione
Abies hidalgensis non è sottoposto a particolari minacce, ma trattandosi di specie rara e rinvenuta attualmente in un'unica località, non protetta,  è classificata tra le specie vulnerabili ad un futuro e possibile rischio di estinzione nella Lista rossa IUCN.